# Localizzazione audiovisiva
La localizzazione audiovisiva è un insieme di stratagemmi utilizzati per rendere fruibili i prodotti audiovisivi (film, documentari, serie televisive, trasmissioni) ai parlanti di lingue diverse da quella di origine. I principali metodi sono: l'adattamento dei dialoghi, il doppiaggio, la lettura dei dialoghi (lettore o speaker) e la sottotitolatura. È una branca specifica della localizzazione linguistica.
Alla sua nascita, il cinema era esclusivamente un'arte visiva. In seguito, con l'aggiunta di testi alla pellicola, musica e più avanti dell'audio, se ne ampliarono le prospettive. Nel 1927 nacque il cinema sonoro e nel 1929, dopo due anni di sviluppo, si diffuse in tutto il mondo, decretando la fine dell'epoca del cinema muto. Sin dall'inizio, tra i tanti problemi introdotti dal sonoro, il problema maggiore era come pubblicare un film parlato in una certa lingua in un altro paese che ne utilizzava una diversa.

## Tecniche di localizzazione

### Doppiaggio
Il doppiaggio è la tecnica usata in molte nazioni per la localizzazione di un prodotto. In Italia vi è una specifica tradizione, nata a partire dal 1929. Il doppiaggio consiste nella registrazione della voce di un artista (detto doppiatore) sincronizzandola con il labiale del personaggio del film, le sue espressioni, la mimica.
Il doppiaggio non è solo usato come tecnica di localizzazione, talvolta è infatti utilizzato per ragioni differenti: intervenute modifiche al testo recitato originariamente; difficoltà di avere un audio soddisfacente in determinate situazioni; migliorare la recitazione vocale di una scena troppo costosa per poterla ripetere o che richiede uno sforzo fisico dell'attore che non può perciò utilizzare una buona voce; nelle scene in cui sono usate controfigure; e in altre situazioni particolari, come ad esempio la necessità di parlare in situazioni di rumore.
Per un doppiaggio adeguato si deve aver cura di selezionare i doppiatori in base alle caratteristiche dei personaggi: genere, età, ma anche corporatura e modo di parlare degli attori originali.

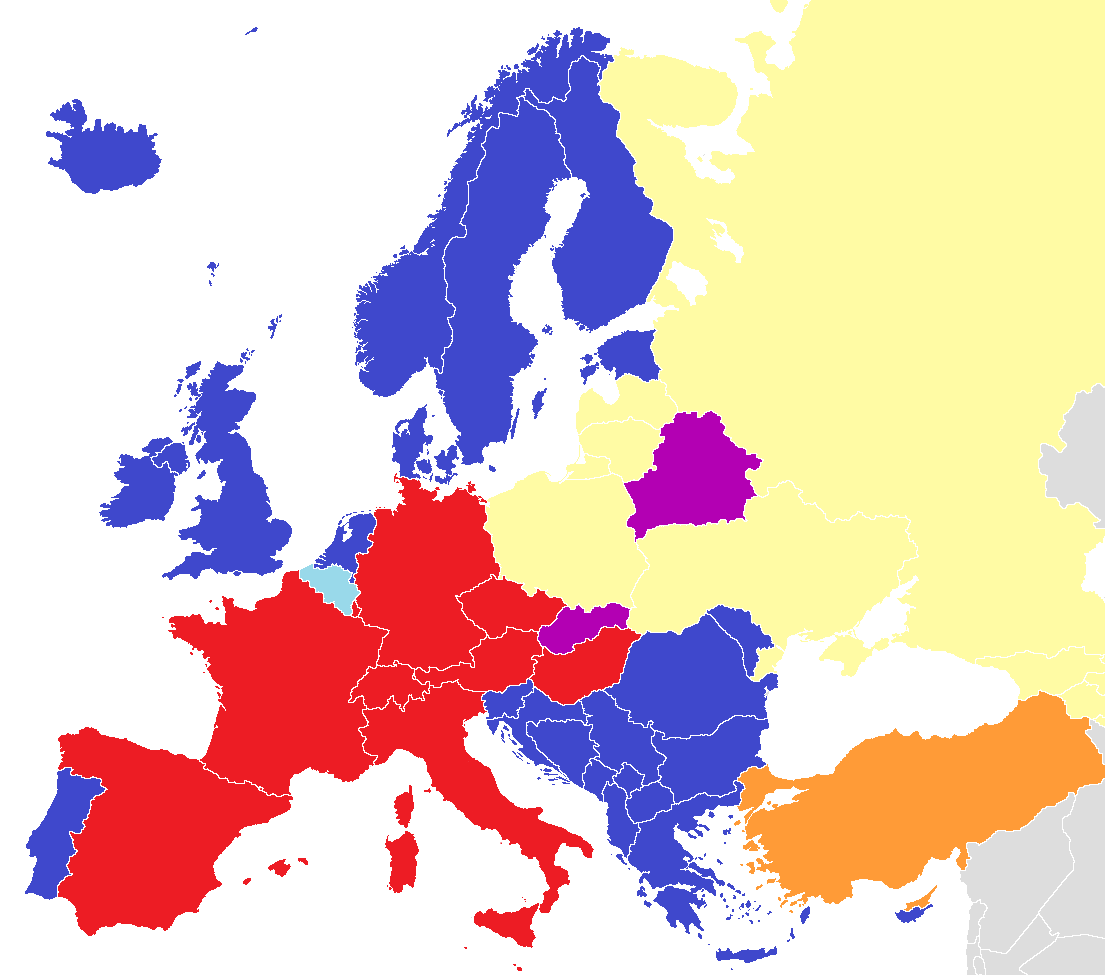
Doppiaggio esclusivamente per bambini, altrimenti solo sottotitoli
Aree miste: Paesi che utilizzano occasionalmente il doppiaggio, altrimenti solo sottotitoli
Speaker: Paesi che di solito utilizzano un lettore o una coppia di lettori laddove è udibile la colonna sonora originale in sottofondo
Doppiaggio generale: Paesi che utilizzano esclusivamente il doppiaggio sia per film sia per serie TV
Paesi che utilizzano occasionalmente il doppiaggio e che in genere usano versioni doppiate di altri paesi poiché le loro lingue non sono così differenti le une dalle altre ed il pubblico è in grado di comprenderle senza problemi. (Belgio e Slovacchia)

     Doppiaggio esclusivamente per bambini, altrimenti solo sottotitoli
     Aree miste: Paesi che utilizzano occasionalmente il doppiaggio, altrimenti solo sottotitoli
     Speaker: Paesi che di solito utilizzano un lettore o una coppia di lettori laddove è udibile la colonna sonora originale in sottofondo
     Doppiaggio generale: Paesi che utilizzano esclusivamente il doppiaggio sia per film sia per serie TV

### Sottotitolazione
La sottotitolazione è una tecnica che consiste nel far apparire i testi dei dialoghi in una lingua differente da quella originale, mentre il prodotto rimane invariato. Anche questa tecnica può essere usata nelle versioni originali dei film, ad esempio quando vi siano scene con dialoghi tra personaggi che parlano in una lingua straniera, oppure quando un testo non è ben udibile o, in casi più rari, per esigenze artistiche. Quest'ultimo caso si verifica ad esempio nel film Yuppi du di Adriano Celentano, in cui i sottotitoli chiarificano cosa pensano i personaggi, e talvolta preannunciano volutamente delle battute.

### Lettore (speaker)
I dialoghi possono essere semplicemente letti da un lettore il quale, fuori dal campo visivo, legge i dialoghi tradotti. È una tecnica che sta a metà tra doppiaggio e sottotitolazione. Tale tecnica non è la medesima che utilizza una voce narrante fuori campo visivo (come in un documentario o quando il soggetto di un film ricorda eventi del passato).
Nei paesi in cui questa tecnica è diffusa, è infatti anche utilizzata per esempio nella traduzione di film: sovrapposta ai dialoghi originali ai quali è semplicemente ridotto il volume.

## Confronto tra doppiaggio, sottotitoli e lettore

### Problemi comuni di traduzione
La traduzione e la localizzazione linguistica di un'opera sono sempre operazioni complesse e potenzialmente controverse: è evidente la difficoltà di conservare interamente il senso, lo stile e le sfumature della versione originale. Le tecniche di localizzazione dei film non fanno eccezione, anzi presentano taluni elementi problematici in più rispetto a quelli che si incontrano, per esempio, nella traduzione di un libro.
La localizzazione inizia proprio con la traduzione del testo nella lingua di destinazione. I problemi di traduzione (che sono gli stessi della traduzione di un libro o di un testo teatrale) possono riguardare le differenze dei contesti culturali, la presenza di parole e frasi che si prestano a molteplici interpretazioni, la resa di tutte quelle frasi come filastrocche, proverbi, frasi fatte, poesie, frasi in rima, o giochi di parole e doppi sensi, che sono sovente intraducibili.
Spesso, inoltre, nella traduzione vanno perduti quei giochi di parole, che nella lingua originale hanno perfettamente senso ma risulterebbero privi di significato una volta tradotti letteralmente: solo nel migliore dei casi il traduttore riesce a sostituirli con altri affini, o comunque adatti alla situazione.
Altro discorso è la cattiva traduzione, frutto di errori tecnici. Come per esempio nel film La passione di Cristo di Mel Gibson, nel quale alcune battute sono erroneamente tradotte: per esempio un attore, riferendosi a Gesù afferma "Ha rotto le leggi del tempio" (dall'inglese to broke, rompere, ma anche infrangere o violare in senso metaforico), che in italiano sarebbe più corretto tradurre con "Ha infranto/violato le leggi del tempio".

#### Cambiamenti arbitrari
Vi sono infine delle licenze prese per vari motivi, talvolta perché in un film si può offendere una certa nazionalità, un costume, o comunque colpire la sensibilità di una cultura.
Un esempio è quello verificatosi nella localizzazione in russo (con lettore) de Il secondo tragico Fantozzi nella scena in cui Fantozzi interviene davanti a tutti gridando: «La corazzata Kotiomkin è una cagata pazzesca». In Italia, dove il film La corazzata Potëmkin è poco noto, il film immaginato come un'opera noiosa e la scena suscitare ilarità, ma in Russia quella battuta sarebbe stata offensiva, anche per la tragicità di certe scene prese di mira (la morte della madre col bambino nel passeggino). Quindi nella versione russa Fantozzi va davanti a tutti e dice che il film è fantastico. Un altro esempio è nel film Demolition Man, nel quale secondo la versione originale il protagonista viene invitato a mangiare in un ristorante messicano, ma che diventa inspiegabilmente italiano nella versione italiana.
Eccetto questi cambiamenti, frutto di scelte culturali più o meno condivisibili, vi sono modifiche e compromessi che scaturiscono dalla necessità di poter meglio localizzare un prodotto.

### Difficoltà da superare nel doppiaggio
Una volta superati i problemi legati alla traduzione, nel doppiaggio occorre affrontare una serie di altri aspetti tecnici.

#### Ritmo e sincronismo labiale
Un buon doppiaggio non deve solo rispettare il senso delle battute, ma essere coerente con quanto avviene nella scena rispettando il ritmo delle frasi, la gestualità, gli avvenimenti, le lunghezze e in generale il sincronismo labiale, cioè il movimento delle labbra degli attori. Infatti, dato che è raro che la traduzione più fedele abbia anche la stessa lunghezza della frase originale (che abbia cioè pressappoco lo stesso numero di sillabe), il traduttore-dialoghista deve modificarne la costruzione finché non si raggiunga una sincronizzazione soddisfacente: la professionalità di una localizzazione si misura da quanto si riesca a raggiungere un risultato ottimale senza sacrificare la fedeltà alla versione originale, cercando quindi anche soluzioni in cui il movimento della bocca si sposa alla traduzione nell'altra lingua oltre che al senso (come per esempio la frequente traduzione dell'inglese "yeah" nell'italiano "già", di simile significato e con simile movimento delle labbra).

#### Recitazione
Il doppiaggio sostituisce le voci originali degli attori con quelle di doppiatori italiani e quindi non permette di fruire una parte dell'interpretazione originale, che è fatta anche di pronuncia, timbro, intonazione e di tutte quelle sfumature che un buon attore riesce a imprimere al proprio personaggio. Sta al doppiatore restituire "vita" al personaggio, mettendo in pratica determinate tecniche.
Non ultimo è il tempo a disposizione per doppiare: maggiore è il tempo, maggiore è la possibilità di ripetere le scene sino a una migliore resa, ma anche per cercare migliori soluzioni durante la traduzione dei dialoghi prima del doppiaggio vero e proprio.
Generalmente il doppiaggio di un film per il cinema può raggiungere, dal punto di vista della recitazione, un livello superiore rispetto, ad esempio, al doppiaggio per il comparto televisivo, dove i tempi a disposizione e i finanziamenti sono più limitati.

#### Doppiare più lingue
Se i personaggi di un film recitano in due o più lingue, il ricorso integrale al doppiaggio, usato in maniera non accorta o in situazioni particolarmente delicate, può creare alcuni problemi di fedeltà al prodotto originario e qualche volta anche di comprensione. In altri casi, invece, una buona gestione del problema produce un risultato meno invasivo (ad esempio si doppia solo la lingua originale del film, e non quelle straniere che si sentono in esso).
Può capitare che nel film vi siano alcune battute nella stessa lingua usata nel doppiaggio, e che il dialoghista debba in qualche modo manifestare questa differenza di lingua perché funzionale alla scena. Di solito si sostituisce la lingua straniera della versione originale con una lingua simile alla lingua doppiata, per esempio nella localizzazione verso l'italiano l'eventuale presenza di personaggi o dialoghi in lingua italiana sono quasi sempre sostituiti con lo spagnolo (oppure siciliano, se la nazionalità è funzionale e il personaggio è stereotopicamente italiano): è così possibile salvare il senso della scena, seppure alterando le intenzioni dell'autore.
Spesso un dialetto o un accento particolare della versione originale viene reso facendo ricorso ai dialetti della lingua di destinazione del doppiaggio. Nel caso dei film di produzione statunitense, ad esempio, i personaggi di origini italiane che parlano il "broccolino", classico dialetto-slang italoamericano, nel doppiaggio italiano sono quasi sempre resi con accento siciliano o meridionale, particolarmente caratteristici.

#### Invenzioni lessicali
Capita che i personaggi doppiati usino frasi che, sebbene adatte alla versione originale, nessuno userebbe tradotte letteralmente in una versione in lingua diversa. Il caso più frequente è la traduzione di domande come "Do you speak English?", "Sprechen Sie Deutsch?" o "Parlez-vous français?". In questi casi si ricorre, di solito, a un generico "Parla la mia lingua?". Infatti, se il dialoghista usasse la traduzione letterale ("Parla inglese/tedesco/francese?"), lo spettatore potrebbe equivocare e non capire perché un personaggio che parla italiano si interessi a una lingua straniera; se invece preferisse la forma "Parla italiano?", si potrebbe notare l'artificiosità di un personaggio che parla correntemente una lingua che non dovrebbe essere la sua.

### Sottotitoli
Un'altra tecnica è quella dei sottotitoli. Innanzitutto le frasi dei sottotitoli devono essere leggibili in breve tempo, talvolta in pochi secondi, e va tenuto conto anche delle capacità di lettura degli spettatori di quasi tutte le fasce d'età. Quindi se è vero che i sottotitoli non devono - o debbono in modo inferiore - confrontarsi con il problema della sincronizzazione del labiale, rendono necessario pur sempre un adattamento del testo, che deve rispettare esigenze di lunghezza e persistenza sullo schermo.
I sottotitoli impongono quindi vincoli alla traduzione: il traduttore può essere costretto ad accorciare e riassumere le frasi più lunghe, per non affollare troppo lo schermo e velocizzare la lettura. Soffrono a causa di tale problema specialmente i dialoghi concitati e le espressioni argute sulle quali lo spettatore dovrebbe riflettere, cosicché una nuova battuta può apparire troppo presto, subito dopo che l'espressione è stata letta ma prima che lo spettatore abbia avuto il tempo di riflettervi.
In caso poi della presenza di più personaggi sullo schermo che parlano tra loro velocemente, è arduo o impossibile rendere contemporaneamente tutto ciò che viene detto, mentre nel caso opposto è difficile capire a chi si riferisca un sottotitolo quando i personaggi che parlano non siano inquadrati.
Un ulteriore problema è che i sottotitoli possono risultare fastidiosi a chi ha problemi visivi e non sono fruibili dai non vedenti, anche se di contro possono essere l'unico aiuto alla comprensione per i non udenti.
Per finire, la presenza dei sottotitoli obbliga lo spettatore a distogliere lo sguardo dall'inquadratura per poter seguire il dialogo, facendo perdere parte dell'immedesimazione dello spettatore nella scena.

### Localizzazione con lettore
In alcuni paesi (come la Polonia e altri paesi dell'Europa orientale) i film stranieri sono adattati mantenendo la voce originale ma con un volume basso, alla quale viene sovrapposta la voce di un lettore.
In Polonia il lettore è quasi sempre un uomo, ma possono essere una coppia uomo e donna o anche più lettori, come accade in alcuni film localizzati in russo. La visione non viene così distolta, ma la voce del lettore (o dei lettori) accompagna da sola l'intero film e tutti i personaggi.
L'enfasi dei dialoghi deve essere colta dal contesto e dalle voci originali degli attori, comunque udibili in sottofondo, poiché il lettore fa in genere solo lievi distinzioni tra frasi con diverse enfasi.
Il difetto principale di questa tecnica è quello di fare perdere di importanza alla musica di accompagnamento e ai rumori di sottofondo. Nei paesi che adottano questa tecnica i film per bambini e i cartoni animati vengono solitamente doppiati: per esempio in Polonia Harry Potter è stato doppiato, mentre per Il Signore degli Anelli è stato usato il lettore.
Esiste poi una tecnica che si colloca a metà tra i sottotitoli e il doppiaggio. Si tratta dell'audionarrazione, ovvero di un commento audio in cui il film è narrato da un lettore, tecnica usata principalmente per un pubblico di non-vedenti. A volte questa tecnica può essere affiancata alla sottotitolazione per persone sorde.
In Italia sono state realizzate trasmissione radiofoniche di audionarrazione di programma TV della Rai ed esistono casi di DVD provvisti di traccia di audionarrazione. Nella stagione 2007/2008 il Cinema Massimo di Torino ha fornito servizio di audionarrazione dal vivo per alcuni film del proprio programma.

### Differenze di resa tra i vari metodi
Quale sia il metodo di localizzazione migliore - e l'opportunità in sé della localizzazione - è argomento aperto di dibattito. In genere, il pubblico di ogni paese tende a voler mantenere il proprio tipo di localizzazione, per consuetudine consolidata. La localizzazione consente in ogni caso di fruire di opere in lingue diverse e con culture diverse che diversamente non si avrebbe occasione di conoscere.
La seguente tabella indica i principali pro e contro di ogni metodo di localizzazione, supponendo il caso in cui lo spettatore stia guardando un prodotto in una lingua per lui incomprensibile.
| Metodo                     | Vantaggi | Svantaggi |
| -------------------------- | --- | --- |
| Doppiaggio                 | È la localizzazione più “comoda” per lo spettatore, che non deve preoccuparsi di leggere, e se distoglie lo sguardo dalle immagini, potrà comunque sentire i dialoghi. Un buon doppiaggio saprà interpretare anche le emozioni che l'attore voleva trasmettere e il senso dell'ironia o della battuta. Un artista, il doppiatore, coadiuvato da un gruppo di lavoro, si sostituisce a un altro nel dar voce a un personaggio della finzione. Il doppiatore è quindi un interprete specializzato su uno specifico compito assunto dall'attore (la parte vocale), potrebbe quindi, vista tale specializzazione, svolgerlo in alcuni casi anche con maggiore approprietezza. Il doppiatore deve inoltre tradurre le intonazioni nella lingua in cui si localizza; ad esempio, il tono di domanda o un tono irrisorio potrebbero sfuggire a chi segue il film con altri sistemi di localizzazione, facendo perder parte del senso del film (la lingua cinese, nella quale le intonazioni hanno rilievo fondamentale, presenta particolari complessità sotto questo aspetto). | L'attore che ha recitato nella versione originale è quello che ha interpretato la parte vocale, e si è espresso con la voce creando un'interpretazione completa, indissolubilmente correlata con la mimica, l'espressione, le scene e i movimenti. Il doppiaggio tenta di riprodurre questa interpretazione e la copre integralmente, sostituendola con un'altra di un altro artista che ne propone una simile ma comunque inevitabilmente diversa, "migliore" o "peggiore" che possa essere giudicata. |
| Sottotitolazione           | Il maggior vantaggio dei sottotitoli è la possibilità di lasciare intatto il più possibile dell'originale, sia le parti audio si quelle video, che possono essere apprezzate dallo spettatore. L'interpretazione del doppiatore, anche quando eccellente, è comunque diversa da quella dell'attore originale, e potenzialmente non all'altezza. Un film sottotitolato può essere fruito da persone non udenti. Il sottotitolaggio per non udenti è lievemente più dettagliato di quello normale, perché in genere dà indicazioni anche di suoni e rumori e si applica anche sulla versione originale/doppiata. | Dovendo leggere continuamente durante i dialoghi, lo spettatore non può godere appieno delle espressioni facciali e delle inquadrature delle scene. Il testo sullo schermo rende inoltre più difficile immedesimarsi nella trama, così come la diversità di lingua nelle parti degli attori. La velocità con cui appaiono i caratteri non dovrebbe eccedere i 30 caratteri per secondo (punteggiatura compresa), per cui i sottotitoli introducono spesso una semplificazione dei dialoghi rispetto agli altri metodi. Per evidenziare delle parole nella frase si può fare solo ricorso a varianti come il corsivo, ma per motivi di sobrietà nelle versioni ufficiali ciò non sempre accade. I sottotitoli affaticano lo sguardo e comportano un sovraccarico cognitivo dovuto alla lettura: soggetti sensibili o con disabilità visive possono avere quindi difficoltà. Soggetti con difficoltà cognitive nella lettura (come con alcune forme di dislessia) potrebbero inoltre perdere gran parte del significato delle scene. |
| Lettura dialoghi (lettore) | La lettura dei dialoghi permette di far sentire i dialoghi originali in sottofondo e al contempo una traduzione istantanea del lettore. Il lettore usa in genere una voce grave e “trasparente” rispetto agli altri suoni del film. Non stanca la vista dello spettatore con testi da leggere, e lo spettatore abituato potrà seguire normalmente il film, comprese le battute comiche, grazie alla possibilità di evidenziare con discrezione alcune parole rispetto ad altre. | Per chi non è abituato, il lettore può risultare sgradevole. La lettura a volte copre i dialoghi originali, il cui volume è troppo basso per essere ascoltati. Inoltre con questo tipo di localizzazione, tutto l'audio del film (che comprende la musica e i rumori) perde di importanza e coinvolgimento perché abbassato di volume. |

#### Dibattito
Tra i principali vantaggi del doppiaggio vi è quello di permettere la fruizione del film guardando l'immagine su schermo nella sua interezza. La visione di un film doppiato è più immediata e naturale rispetto al film sottotitolato, che al contrario tende ad affaticare lo spettatore e a distrarlo dall'immagine. Altro problema "culturale" sta nell'intonazione diversa data per una certa emozione in diverse lingue. Ad esempio, le intonazioni per una domanda - come un tono sarcastico o scherzoso - non sono le stesse: solo il doppiaggio è quindi in grado di rendere comprensibili le sfumature di intonazione, adattandole.
Tra i vantaggi dei sottotitoli, vi è quello di poter apprezzare un film così come è stato pensato e realizzato, anche perché la dizione dell'attore fa parte della recitazione e dell'interpretazione del personaggio. I sottotitoli possono tuttavia essere impegnativi, e molti spettatori non possono comunque apprezzare appieno l'intonazione particolare di un attore che parla una lingua a loro totalmente ignota.
Tra i vantaggi del lettore c'è il fatto di porsi come via di mezzo, permettendo di ascoltare le voci originali e allo stesso tempo non richiedendo la lettura di testi, senza dover quindi rinunciare alle espressioni facciali e a una visione libera dallo sforzo della lettura, ma la possibilità di concentrarsi sulla voce originale è non è sempre buona, ed essa risulta più difficile da cogliere nelle sue sfumature recitative.
Ogni nazione ha modalità diverse riguardo alla localizzazione, per motivi sia storici sia economici (il doppiaggio è il metodo più costoso). Gli Stati Uniti non hanno sviluppato una vera e propria industria del doppiaggio poiché ricorrono con poca frequenza alla visione di film stranieri, e quindi si sono in genere adattati con i sottotitoli.
Con l'avvento del DVD è diventato possibile scegliere in base ai gusti personali tra le localizzazioni offerte: solitamente in un supporto si può scegliere la versione del film in lingua originale (con o senza sottotitoli o lettore, a seconda del paese in cui il DVD è acquistato) o quella doppiata nella propria lingua (a volte sono presenti anche altre lingue).